# Rajd Alpejski 1963
Rajd Alpejski 1963 (24. Coupe des Alpes) – 24 edycja rajdu samochodowego Rajd Alpejski rozgrywanego we Francji od 20 do 25 czerwca 1963 roku. Była to piata runda Rajdowych Mistrzostw Europy w roku 1963.

## Wyniki końcowe rajdu
| Miejsce                      | Kierowca                     | Pilot                        | Samochód                     | Czas                         | Strata                       |                              |
| Klasyfikacja generalna i ERC | Klasyfikacja generalna i ERC | Klasyfikacja generalna i ERC | Klasyfikacja generalna i ERC | Klasyfikacja generalna i ERC | Klasyfikacja generalna i ERC | Klasyfikacja generalna i ERC |
| ---------------------------- | ---------------------------- | ---------------------------- | ---------------------------- | ---------------------------- | ---------------------------- | ---------------------------- |
| 1.                           | Jean Rolland                 | Gabriel Augias               | Alfa Romeo Giulia SZ         |                              | –                            |                              |
| 2.                           | Rauno Aaltonen               | Tony Ambrose                 | Morris Mini Cooper S         |                              |                              |                              |
| 3.                           | Henry Taylor                 | Brian Melia                  | Ford Cortina GT              |                              |                              |                              |
| 4.                           | David Seigle-Morris          | Barry Hercock                | Ford Cortina GT              |                              |                              |                              |
| 5.                           | René Trautmann               | Yves Cheirel                 | Citroën DS 19                |                              |                              |                              |
| 6.                           | Pauline Mayman               | Valerie Domleo-Morley        | Mini Cooper S                |                              |                              |                              |
| 7.                           | Guy Verrier                  | Jacques Jourdain             | Citroën DS 19                |                              |                              |                              |
| 8.                           | Ian Lewis                    | David Pollard                | Sunbeam Rapier               |                              |                              |                              |
| 9.                           | John Wadsworth               | Allan Cooke                  | Morris Mini Cooper S         |                              |                              |                              |
| 10.                          | Georges Nicolas              | Didier Cauquil               | Renault Dauphine 1093        |                              |                              |                              |